# Афричка партија за независност Зеленортских Острва
Афричка партија за независност Зеленортских Острва (порт. Partido Africano da Independência de Cabo Verde, PAICV) политичка је партија на Зеленортским Острвима. Чланица је Социјалистичке интернационале.

## Историјска позадина
Њена претеча била је Афричка партија за независност Гвинеје и Зеленортских Острва (ПАИГЦ), коју је 1956. основао зеленортски револуционар Амилкар Кабрал. ПАИГЦ је водио рат за независност Гвинеје и Зеленортских Острва од Португалске империје. Након пада конзервативног режима у Португалији током Каранфилске револуције 1974, Гвинеја Бисао и Зеленортска Острва су наредне године добили независност. ПАИГЦ је након тога био владајућа партија у обе државе, а циљ је био изградња социјализма и уједињење двеју држава.

## Деловање партије
Када је Луис Кабрал, председник Гвинеје Бисао, срушен с власти у пучу 1980, зеленортски политичари напустили су идеју о уједињењу две државе и 1981. основали сопствену партију, Афричку партију за независност Зеленортских Острва. Вођа партије био је тадашњи зеленортски председник Аристидеш Переира.
Услед економнско-политичких промена у Источном блоку, које су утицале и на Африку, ПАИЦВ је на ванредном конгресу 1990. дозволио вишестраначје. Переиру је на месту секретара партије заменио Педро Пирес, дотадашњи премијер Зеленортских Острва.
ПАИЦВ је на првим вишестраначким изборима освојио 23 од 79 посланичких места у парламенту, изгубивши од Покрета за демократију. Аристидеш Лима је 1993. заменио Пиреса на месту секретара партије.
Пасртија је на изборима 1995. освојила 21 од 72 посланичка места. Пирес је 1997. поново постао секретар ПАИЦВ-а, али је одступио 2000. године ради припрема за председничке изборе.
На председничким изборима 2001. победио је ПАИЦВ-ов кандидат, Педро Пирес. На парламентарним изборима 2006. партија је освојила 41 од 72 посланичка места, а Пирес је освојио други председнички мандат на изборима исте године.